# Richard Hunt (sculpteur)
Pour les articles homonymes, voir Richard Hunt et Hunt.
Richard Hunt (Chicago, 12 septembre 1935 – Chicago, 16 décembre 2023) est un sculpteur américain. Considéré comme l'un des sculpteurs les plus importants du XXe siècle, il est devenu « le principal sculpteur abstrait afro-américain et artiste de la sculpture publique ».
Descendant d'esclaves amenés d'Afrique de l'Ouest par le port de Savannah, il a étudié à l'école de l'Art Institute of Chicago dans les années 1950 et a reçu de nombreux prix pour ses œuvres. Il a été le premier sculpteur afro-américain à bénéficier d'une rétrospective au Museum of Modern Art en 1971. Hunt a honoré plus de 160 commandes de sculptures publiques dans 24 États des États-Unis, soit plus que tout autre sculpteur. Au cours de sa carrière qui s'étend sur sept décennies, Hunt a tenu plus de 150 expositions individuelles et est représenté dans plus de 100 musées publics à travers le monde. Il a siégé au conseil d'administration national de la Smithsonian Institution.
L'œuvre de sculpture abstraite, moderne et contemporaine de Hunt est remarquable par sa présence dans des expositions et des présentations publiques dès les années 1950, malgré les pressions sociales visant à faire obstacle à l'art afro-américain à l'époque.

## Biographie

### Jeunesse et formation

#### Jeunesse
La famille de Richard Hunt descend d'esclaves amenés d'Afrique de l'Ouest par le port de Savannah. Il naît le 12 septembre 1935 à Woodlawn, dans le quartier populaire à prédominance noire de South Side, à Chicago. Il y grandit avec ses parents, Howard et Inez Henderson Hunt, et sa petite sœur Marian avant de déménager à l'âge de 11 ans à Galesburg, toujours dans l'Illinois. Il passe néanmoins la plupart de son temps dans la ville de Chicago. Dès son plus jeune âge, il s'intéresse aux arts, car sa mère, esthéticienne et bibliothécaire, l'emmène aux représentations des compagnies d'opéra locales qui interprètent les répertoires classiques de Mozart, Rossini, Verdi et Haendel. Il fait ainsi rapidement preuve d'enthousiasme et de talent dans les disciplines artistiques telles que le dessin et la peinture, mais aussi la sculpture, un intérêt qui s'accroit au fur et à mesure qu'il grandit. Hunt est inspiré à poursuivre sa carrière dans les arts parce que sa famille apprécie l'art : « Ma mère me soutenait et mon père était tolérant », dit-il. À partir de 1948, Hunt fréquente le collège de l'école de l'Art Institute of Chicago. Il intègre l'année suivante la Englewood High School (en), où il suit des cours extrascolaires en art. Au collège, il est initié pour la première fois à la sculpture auprès de Nelli Bar (de), en 1950,,.
Adolescent, Hunt se lance dans la sculpture, travaillant l'argile,,. Alors que son travail débute dans un atelier de fortune dans sa chambre de 1950, il finit par construire un atelier en sous-sol dans le salon de coiffure de son père trois ans plus tard,. Il y acquiert par ailleurs le sens des affaires et une certaine conscience des problèmes sociaux en travaillant pour son père dans un salon de coiffure,. De 1951 à 1957, Richard Hunt travaille à mi-temps au laboratoire d'experiences zoologiques de l'université de Chicago.

#### Formation académique
Hunt est diplômé du lycée Englewood Technical Prep Academy (en) en 1953 et entre à l'école de l'Art Institute of Chicago la même année. Il découvre surtout Julio González lors de l'exposition du Museum of Modern Art de New York « Sculpture of the Twentieth Century », présentée à l'Art Institute of Chicago, qui va le marquer durablement. Il s'intéresse au surréalisme et expérimente l'assemblage de pièces de machines cassées et de métaux provenant de la casse, comme des pare-chocs de voitures, qu'il transforme en formes organiques. Il travaille avec des matériaux comme le cuivre, le fer, puis l'acier et l'aluminium, ce qui l'amène à produire une série de « figures hybrides » (Hybrid Figures) faisant référence à des formes humaines, animales et végétales,. C'est là que Hunt parvient à combiner des sujets organiques et industriels dans ses œuvres. À l'Art Institute of Chicago, où il étudie jusqu'en 1957, il se concentre sur la soudure de sculptures, mais étudie également la lithographie,.
En 1955, il participe au « Fifty-eighth Annual Exhibition by Artists of Chicago and Vicinity » à l'Art Institute of Chicago et rejoint l'Art Students' League, une association nouvellement formée d'étudiants et de jeunes artistes, qui organise des expositions dans les hôtels et galeries de Chicago. L'année suivante, il participe à la même exposition et reçoit le prix Mr and Mrs Frank G. Logan pour sa sculpture en bois de peuplier et acier, Construction D.

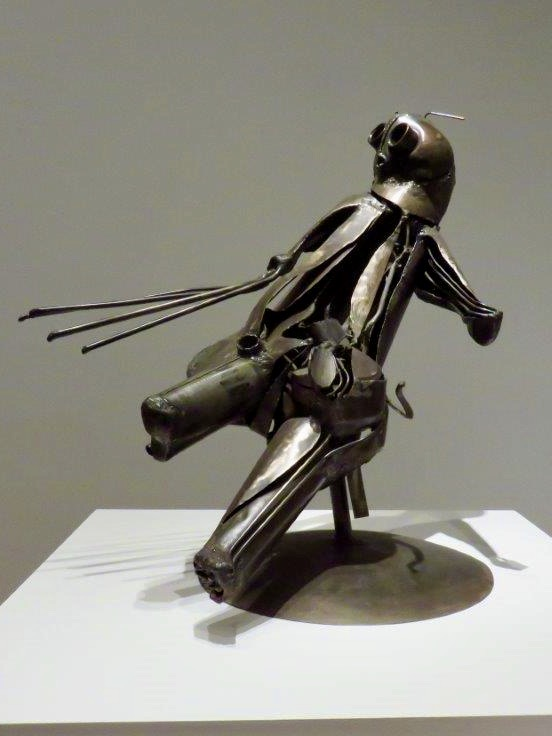
Arachne (1956, MoMA).

Ses premières œuvres sont plus figuratives que les suivantes et représentent généralement des thèmes classiques. Encore étudiant, Hunt commence à exposer ses sculptures dans tout le pays. Alors qu'il n'est que « junior », son œuvre Arachné (Arachne) est achetée par le Musée d'art moderne de New York. Hunt obtient un Bachelor of Arts de l'Art Institute of Chicago en 1957. Durant sa scolarité, il a déjà participé à plusieurs expositions collectives, notamment dans des musées, et reçu plusieurs prix ainsi qu'une bourse d'études pour effectuer un voyage à l'étranger.

#### Voyage en Europe
Dès la dernière année de ses études, Hunt reçoit la bourse de voyage à l'étranger James Nelson Raymond,. Il se rend en Angleterre à l'automne 1957, sur le SS United States, puis à Paris, où il loue une Citroën 2CV pour se rendre en Espagne et en Italie. Il passe la plupart de son séjour européen en Italie, notamment à Florence, où il apprend à couler, en bronze, et à créer ses premières sculptures utilisant cette technique, à la célèbre fonderie Marinelli (en). Ce séjour à l'étranger renforce sa conviction que le métal est le médium définitif du XXe siècle.
Il se marie dans la capitale romaine avec Betty Scott, elle aussi une ancienne élève de l'Art Institute of Chicago ; ils divorceront en 1966.
Il rentre à Chicago en 1958.

#### Service militaire et déségrégation
Au cours de l'automne 1958, Hunt commence sa formation militaire de base à Fort Leonard Wood, dans le Missouri. Il sert ensuite pendant près de deux ans dans l'armée américaine, de 1958 à 1960. Hunt sert en tant qu'illustrateur de l'armée au Brooke Army Medical Center situé dans l'enceinte de Fort Sam Houston à San Antonio, au Texas. Pendant son séjour dans cet État, Hunt loue une maison nouvellement construite sur la base, dans un quartier occupé uniquement par des sous-officiers blancs ; en tant que premier Afro-Américain à y vivre, il contribue à déségrèguer le quartier.
Le 7 mars 1960, Mary Andrews, présidente du conseil local des jeunes de la National Association for the Advancement of Colored People (NAACP), écrit des lettres aux gérants de magasins du centre-ville de San Antonio qui gèrent des comptoirs-repas réservés aux Blancs. Encouragée par le mouvement croissant des sit-in, elle demande que des services égaux soient fournis à tous, sans distinction de race. En uniforme, Hunt va déjeuner chez Woolworth le 16 mars 1960, s'assoit au comptoir, fait prendre sa commande et est servi sans incident. Seul Afro-Américain connu à manger au comptoir du restaurant Woolworth de San Antonio ce jour-là, concrétise ainsi la vision de Mary Andrews en matière d'intégration. Cette action, ainsi qu'une poignée d'autres Afro-Américains à d'autres comptoirs de déjeuner à travers la ville, font de San Antonio la première intégration pacifique et volontaire de comptoirs de déjeuner dans le sud. Il est renvoyé à la vie civile en juin 1960.
Tout en faisant son service militaire, Richard Hunt réalise des sculptures, dont certaines sont acquises par de grandes institutions ou des galeries (Hero Construction par l'Art Institute of Chicago ; Extending Horizontal Form par le Whitney Museum of American Art de New York) et participe à plusieurs expositions, notamment au Whitney Museum, au Carnegie Institute de Pittsburgh (en) et au Museum of Modern Art de New York.

### Carrière

Richard Hunt en 1962.

Hunt commence à expérimenter d'autres matériaux et techniques de sculpture, fortement influencé par les artistes progressistes du XXe siècle, qu'il découvre lors d'une exposition à l'Art Institute of Chicago en 1953, « Sculpture of the Twentieth Century », qui présente des artistes tels que Pablo Picasso, David Smith et surtout Julio González,. Lors de cette exposition, c'est la première fois que Hunt voit diverses œuvres d'art en métal soudé. Hunt est également inspiré par le sculpteur français Raymond Duchamp-Villon, dont il trouve le bronze Le Cheval de 1914 très instructif, et à qui il rend hommage. Le fait de voir les œuvres de ces artistes pousse Hunt à créer des formes abstraites en soudant du métal.
Dans les années 1960 et 1970, Hunt utilise les casses automobiles comme source de matériaux et transforme les pare-chocs et les ailes en sculptures abstraites et soudées,,. Hunt travaille aussi sur l'assemblage linéaire-spatial de ses matériaux pour lequel il suit les traces de Julio González dans les structures tridimensionnelles. Cette expérimentation suscite des réactions positives de la part de la communauté artistique, si bien que Hunt est exposé à l'Artists of Chicago and Vicinity Show et à l'American Show, où le Museum of Modern Art achète une pièce pour sa collection. Il devient le plus jeune artiste exposant à l'Exposition universelle de 1962, à Seattle. Hunt ne néglige pas la lithographie et obtient une bourse pour travailler à l'atelier du Tamarind Institute, à Los Angeles ; toutes les estampes produites seront ensuite données au Museum of Modern Art de New York.
Hunt reçoit sa première commande de sculpture en 1967, intitulée Play, par le programme d'art public de l'État de l'Illinois. La réalisation de cette sculpture le conduit à de nombreuses autres commandes publiques ; ce statut de sculpteur d'œuvres publiques est considéré comme le second pan important de sa carrière. Il honore en effet plus de 160 commandes de sculptures publiques dans 24 États des États-Unis, soit plus que tout autre sculpteur. Il participe en outre à de très nombreuses expositions, qu'il s'agisse d'expositions d'artistes Noirs — dont la plus notable est « The Black Artist in America: A Symposium », au Metropolitan Museum of Art de New York, en 1969 —, d'expositions locales ou nationales, et obtient une rétrospective de son œuvre au Museum of Modern Art dès 1971,. Le directeur du MoMA, William S. Lieberman, qui est aussi le commissaire de cette exposition, écrit dans l'introduction du catalogue de l'exposition : « Richard Hunt est l'un des plus grands sculpteurs américains encore vivants », tandis que le New York Times définit Richard Hunt comme « l'un des praticiens virtuoses de la sculpture « à forme ouverte » », dans sa critique de l'exposition.
En 1971, Hunt fait l'acquisition d'une sous-station électrique désactivée près du nord de Chicago et la réaffecte en atelier de sculpture pour soudure métallique. La station est équipée d'un pont roulant, pratique pour déplacer les grandes pièces de sculpture, et d'un plafond spacieux de 12 mètres de haut. Lorsqu'il manipule le métal, Hunt travaille avec deux assistants. Hunt décrit les œuvres en métal comme « un jeu libre de formes qui évoluent, se développent et contrastent les unes avec les autres ».
Richard Hunt est nommé par le président Lyndon Johnson comme l'un des premiers artistes à siéger au conseil d'administration de la National Endowment for the Arts ; il siège également aux conseils d'administration de la Smithsonian Institution de 1994 à 1997. De 1980 à 1988, il est commissaire du Smithsonian American Art Museum. Il reçoit par ailleurs de nombreux prix et diplômes honorifiques.
Le musée d'Art contemporain de Chicago a beaucoup travaillé pour qu'une œuvre de Richard Hunt soit présente à la Maison-Blanche, jusqu'à ce que ce soit le cas pendant l'administration Clinton avec l'œuvre Farmer’s Dream.

### Dernières années
En 2015, à l'occasion des 80 ans de Richard Hunt, deux expositions sont organisées indépendamment à Chicago : une au musée d'Art contemporain et une autre au Cultural Center,.
Naomi Beckwith, directrice adjointe et conservatrice en chef du musée Solomon R. Guggenheim, a déclaré que Richard Hunt était « l'un des artistes les plus novateurs du XXe siècle »[réf. souhaitée]. À l'occasion du lancement du Barack Obama Presidential Center en 2022, pour lequel l'ancien président Barack Obama a commandé une œuvre à Richard Hunt, Book Bird, Obama déclare que « Richard Hunt est l'un des plus grands artistes que Chicago ait jamais produits ».
Richard Hunt meurt à Chicago le 16 décembre 2023 à l'âge de 88 ans.

## Œuvre
Richard Hunt est considéré comme l'un des sculpteurs les plus importants du XXe siècle et est devenu « le principal sculpteur abstrait afro-américain et artiste de la sculpture publique »,.
Son œuvre est caractérisée par la maîtrise du matériau utilisé — principalement du métal, mais aussi du bois, tout au long de sa carrière —, dont les parties d'une sculpture semblent bouger subrepticement de l'une vers l'autre. Son insistance à utiliser des matériaux industriels résulte de cette idée que « l'art doit s'étendre à des matériaux que nous avions considérés comme nobles, des matériaux d'art standard, pour utiliser des matériaux qui font partie de nos vies en tant qu'êtres industriels » — une conséquence de l'après-guerre, où les États-Unis se sont subitement mis à produire en très grande quantité. Selon Naomi Beckwith, ce qui caractérise aussi l'œuvre de Richard Hunt est la dynamique de ses sculptures, qui s'étendent souvent d'un point d'axe central pour atteindre un autre point plus élevé, donnant une sensation d'aspiration — « autant un mouvement grâcieux [qu'évoquant] des espoirs et des rêves ».

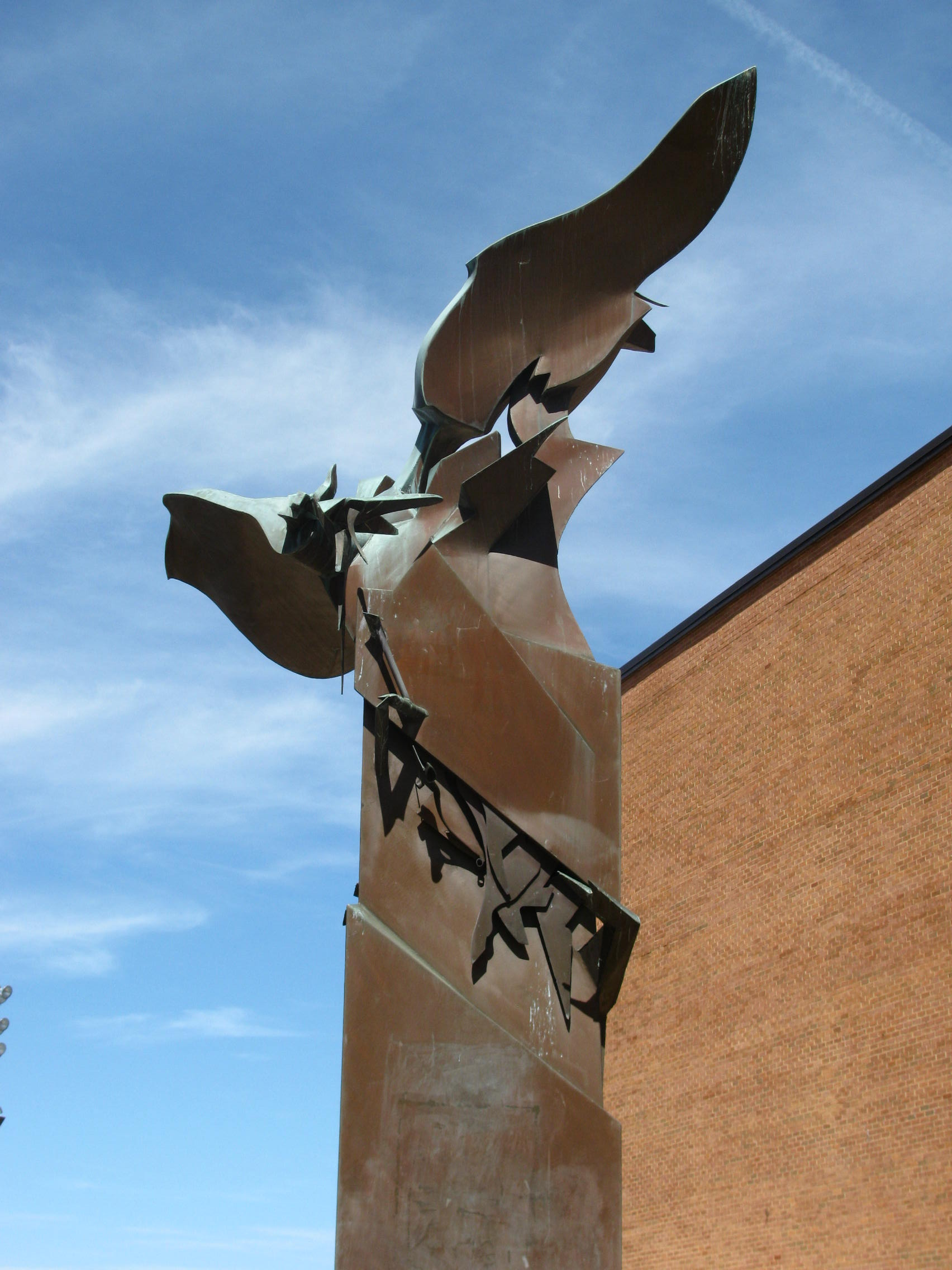
Freedmen's Column (1989, université Howard).

Un thème récurrent de son œuvre est l'intégration et l'expression de l'histoire et de la culture afro-américaines, malgré l'accent mis sur sa propre liberté en tant qu'artiste de travailler dans un mode abstrait ou un mode référentiel ou suggestif de ses sujets. Les sculptures publiques de Richard Hunt rapprochent l'art abstrait et l'expérience des Noirs en Amérique, comme en témoignent des œuvres telles que Freedmen's Column à l'université Howard et I Have Been to the Mountain, un mémorial à la mémoire de Martin Luther King à Memphis, où ce dernier a été assassiné. Le succès et la popularité de Hunt en tant que sculpteur de pièces publiques peuvent être attribués à « l'attrait universel de son travail et à sa remarquable capacité à produire des œuvres abstraites qui évoquent des thèmes et des personnes de son monde immédiat. »
Richard Hunt est aussi un lithographe « accompli », reprenant « les mêmes formes abstraites et élégantes que dans ses sculptures en métal » ; certaines d'entre elles ont été néanmoins tirées de d'études réalisées en extérieur pour ses sculptures,.

### Œuvres principales

#### Sculptures

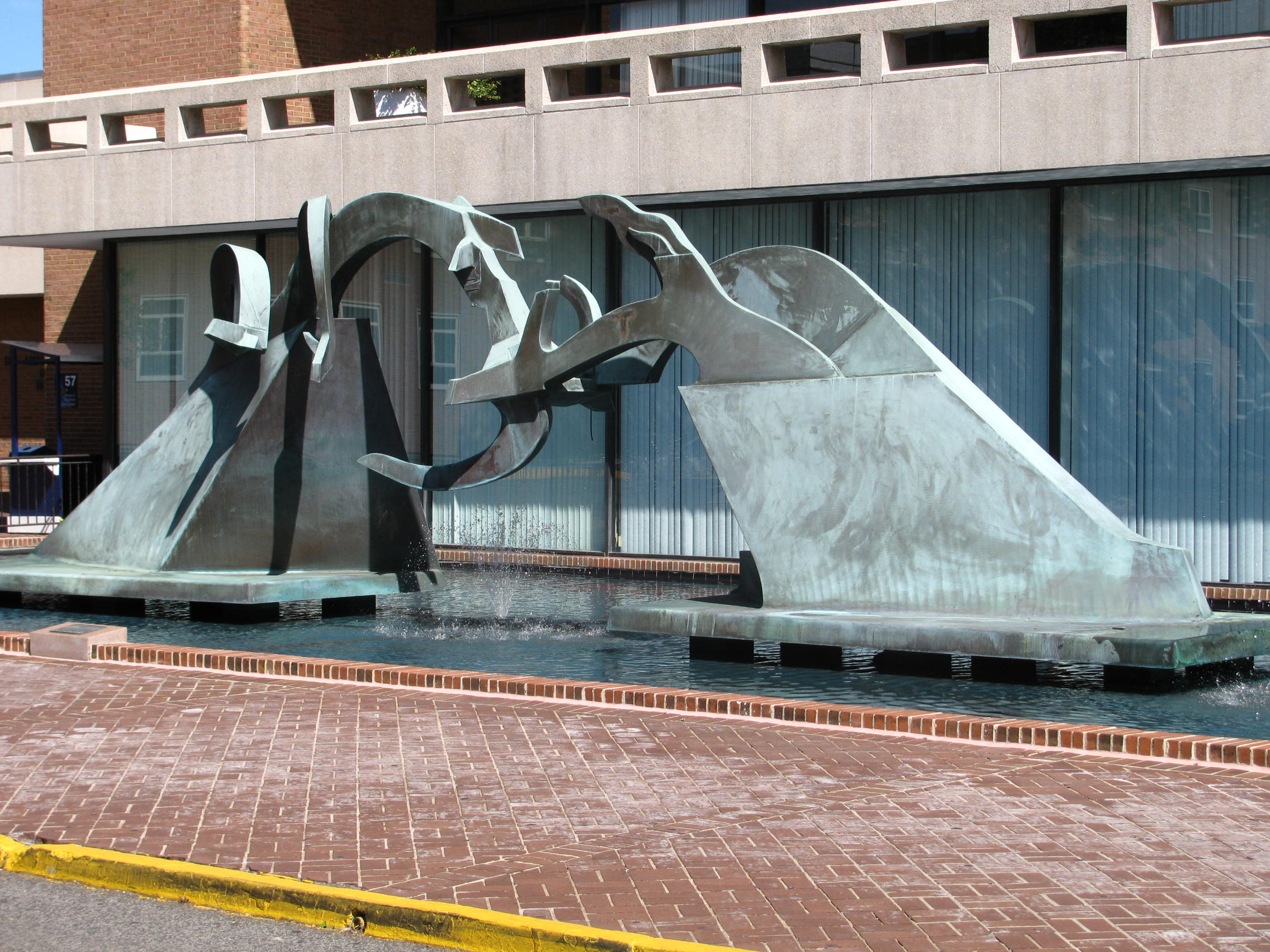
A Bridge Across and Beyond, Washington (1978).

- Arachne et Standing Figure (1956)[23]
- Organic Construction (1962)[31]
- The Chase (première version, 1965)[31]
- Winged Hybrid, Number 3 (1965)[23]
- Pyramidal Complex et Rock Form (1966-1968)[31]
- Play (1968)[31]
- I Have Been to the Mountaintop, Memphis (1977)[2],[32]
- A Bridge Across and Beyond, Washington (1978)[33]
- Symbiosis (c. 1981)[34]
- Wing Generator (1982-2010)[35]
- Freedmen's Column, université Howard (1989)[2]

#### Estampes
- Série Untitled - Bones (1964-1970)[2]

### Galerie

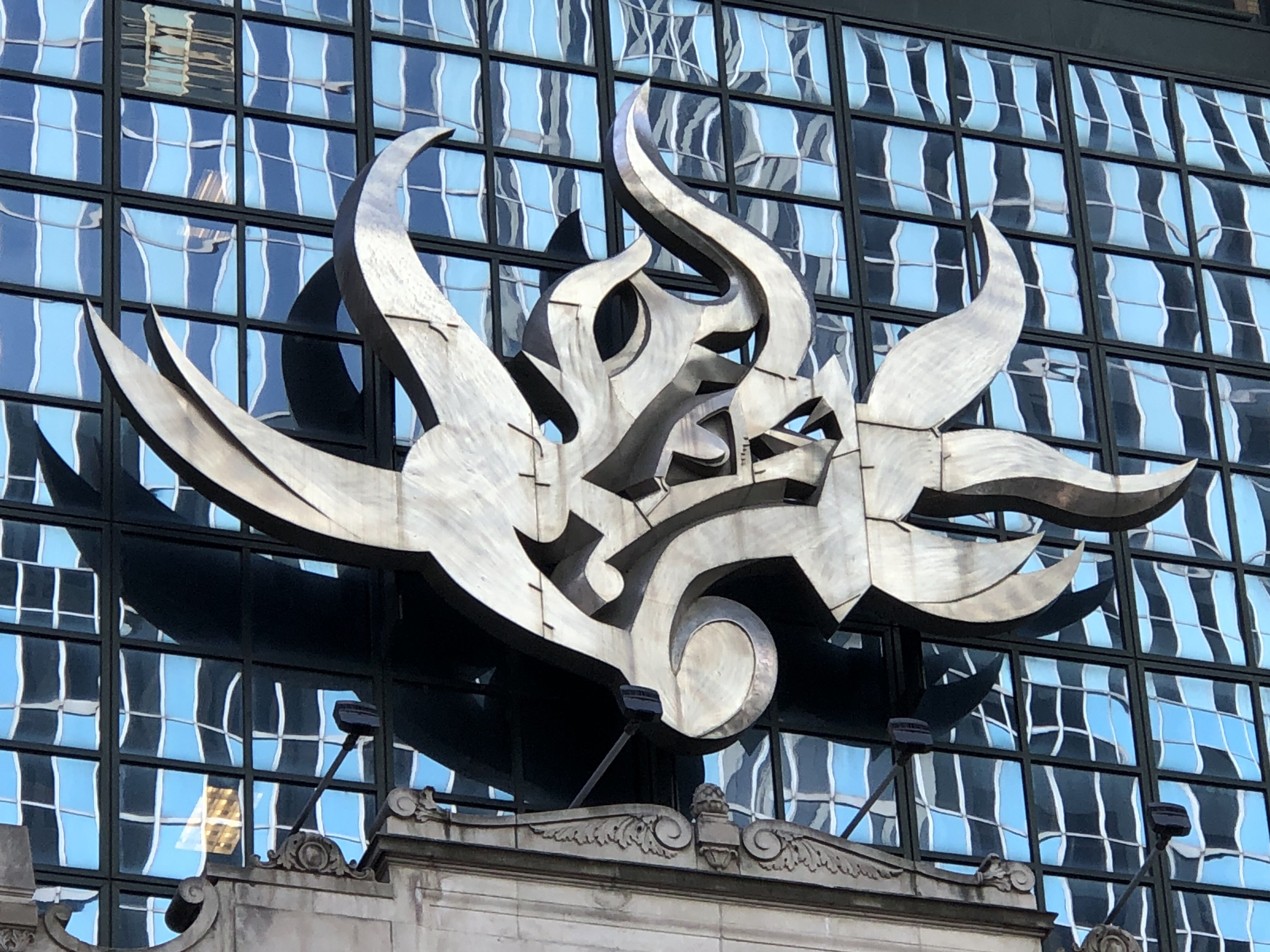
Freeform, Chicago (1993).

## Archives de Richard Hunt au Getty Research Institute
Le Getty Research Institute acquiert les archives de Richard Hunt en octobre 2022. Elles sont composées d'environ 245 m de notes et de correspondance détaillées, de carnets de notes, de carnets de croquis, de documentation photographique, de dossiers financiers, de recherches, de documents éphémères, de plans, d'affiches, de dessins et de lithographies, ainsi qu'une sélection de modèles en cire pour des sculptures publiques. « Richard Hunt est l'un des principaux artistes américains du milieu et de la fin du XXe siècle », déclare LeRonn Brooks, conservateur associé des collections modernes et contemporaines. « Je suis ravi que le Getty, auquel j'ai été associé pour la première fois par ma participation au Getty Center for Education in the Arts dans les années 1980, accueille mes archives », déclare Richard Hunt. « L'intégralité de mes papiers, photographies, lettres et croquis retrace l'arc de ma carrière et ma contribution à l'histoire de l'art. J'espère que mes archives serviront non seulement de souvenir mais aussi d'inspiration pour d'autres. »